# El Piñal, Chiapas
El Piñal är en ort i Mexiko.   Den ligger i kommunen Chilón och delstaten Chiapas, i den sydöstra delen av landet, 800 km öster om huvudstaden Mexico City. El Piñal ligger 429 meter över havet och antalet invånare är 169.
Terrängen runt El Piñal är huvudsakligen kuperad, men österut är den platt. Runt El Piñal är det ganska glesbefolkat, med 31 invånare per kvadratkilometer. Närmaste större samhälle är Cristóbal Colón, 12,7 km öster om El Piñal. I omgivningarna runt El Piñal växer i huvudsak städsegrön lövskog.